# Fénylő rézkakukk

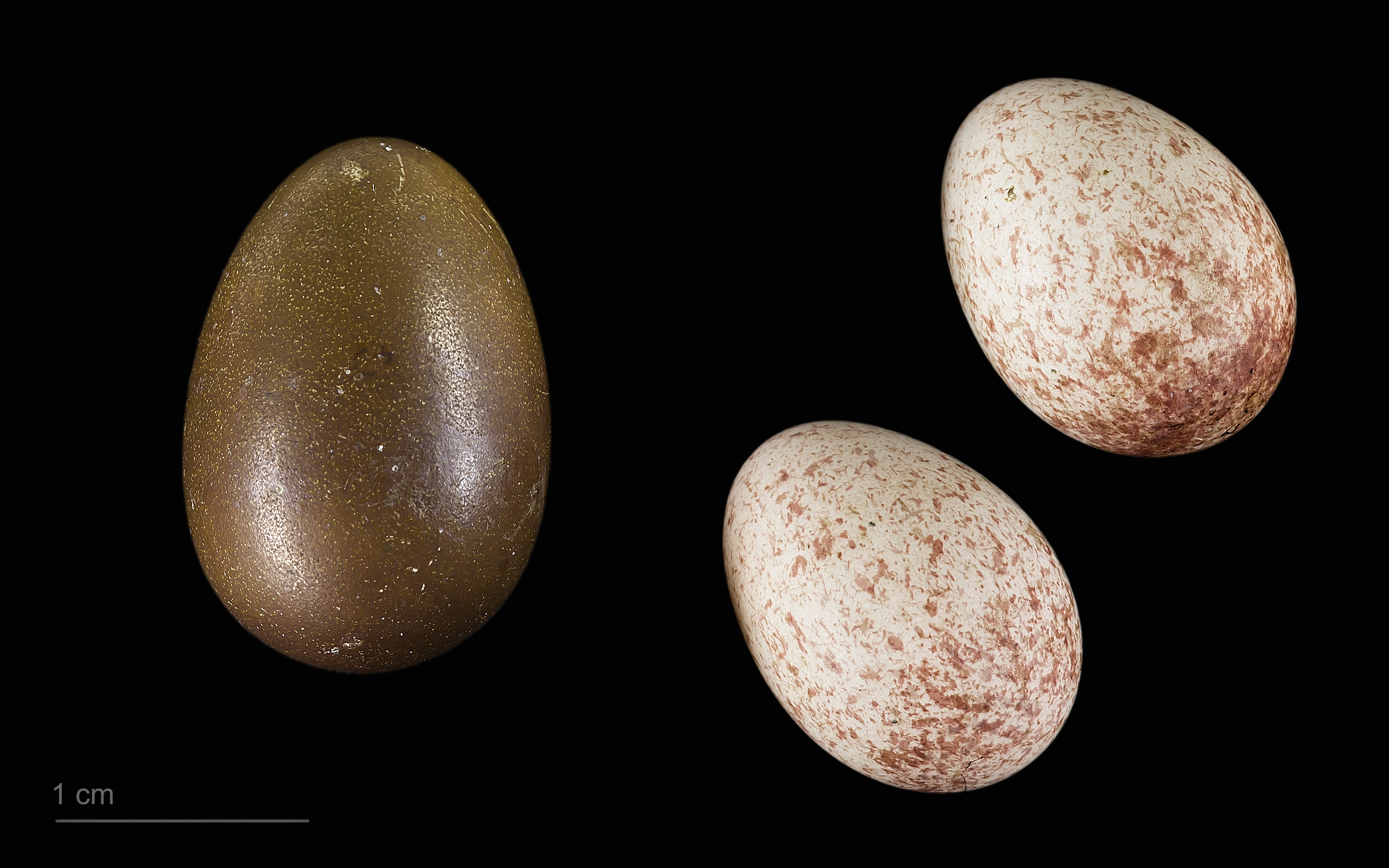
Chrysococcyx lucidus + Gerygone flavolateralis

A fénylő rézkakukk (Chrysococcyx lucidus) a madarak osztályának kakukkalakúak (Cuculiformes) rendjébe, ezen belül a kakukkfélék (Cuculidae) családjába tartozó faj.

## Előfordulása
Indonézia, Pápua Új-Guinea, a Salamon-szigetek, Ausztrália, Vanuatu, Új-Kaledónia és Új-Zéland területén honos. Új-Zélandon ez az egyetlen kakukkfaj.

## Alfajai
- Chrysococcyx lucidus harterti – (Mayr, 1932)
- Chrysococcyx lucidus layardi – (Mathews, 1912)
- Chrysococcyx lucidus lucidus – (J. F. Gmelin, 1788)

|  |

## Külső hivatkozások
- Képek az interneten a fajról
- Internet Bird Collection - videók a fajról